# ガレット・デ・ロワ

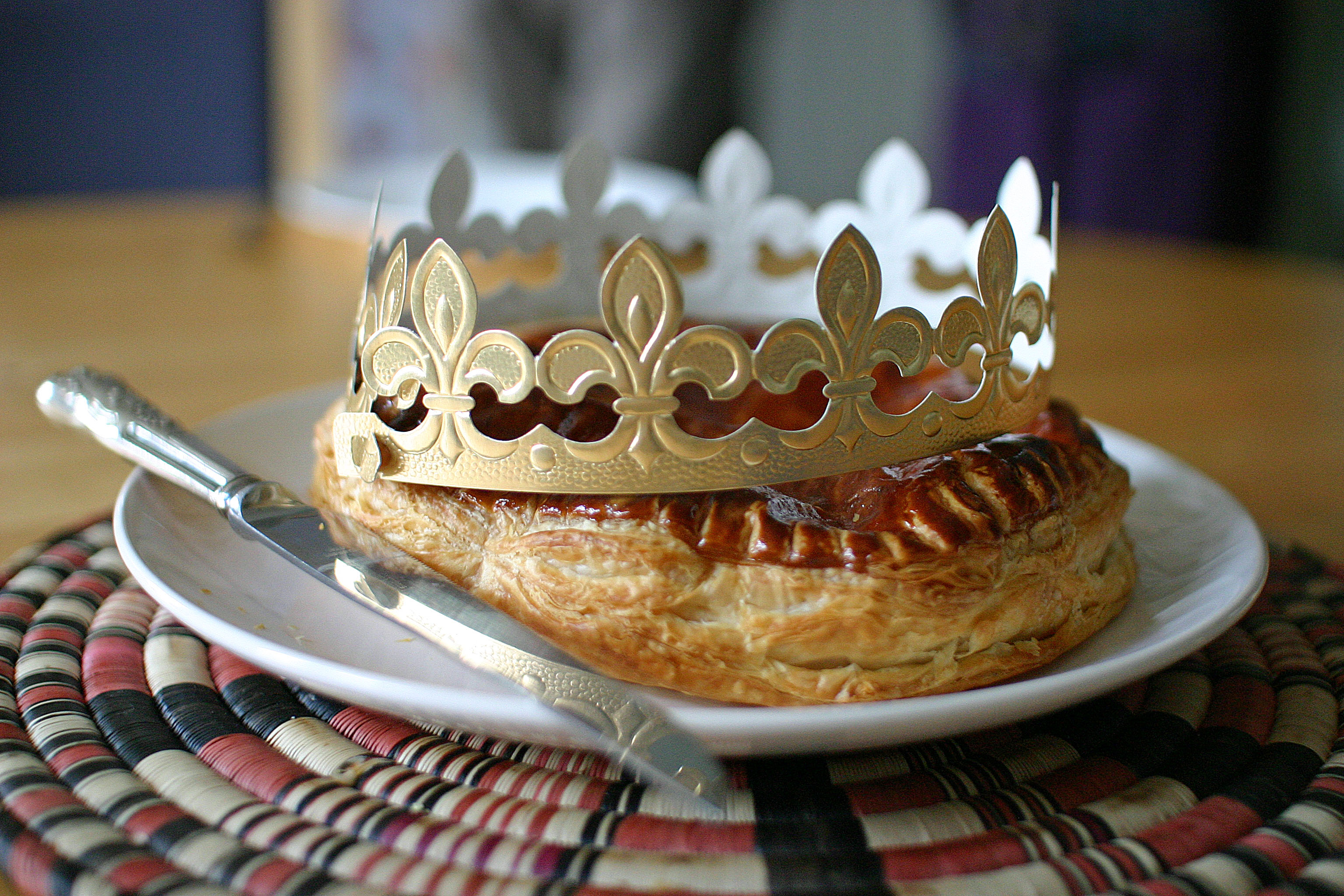
ガレット・デ・ロワ

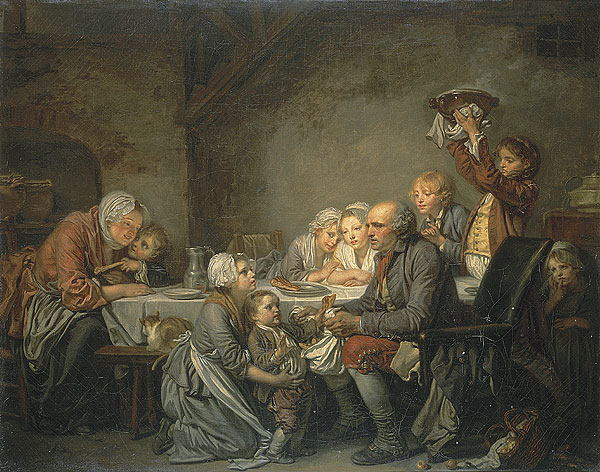
ガレット・デ・ロワの会食風景。『ガトー・デ・ロワ』、ジャン＝バティスト・グルーズ画

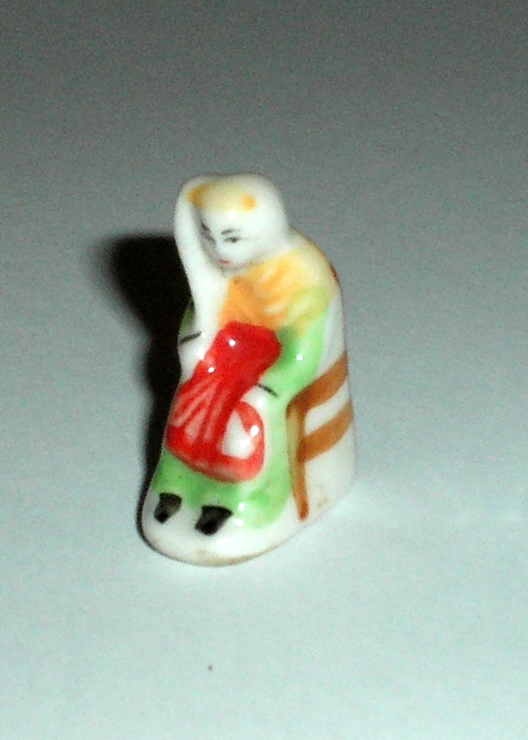
フェーヴの例

ガレット・デ・ロワ（仏: galette des rois）は、「王様の菓子」という意味で、公現祭の日に食べるフランスの菓子である。ここでは公現祭に食べる各地の類似した菓子についても述べる。

## 概要
フランスの地方ごとに少しずつ異なるが、最も一般的なものは紙の王冠がのった折りパイにフランジパーヌ（アーモンドクリーム）が入ったパイ菓子で、中にフェーヴ（fève、ソラマメの意）と呼ばれる陶製の小さな人形が一つ入っている。この人形を集める収集家は、Fabophilieと呼ばれる。
公現節（1月6日）に家族で切り分けて食べ、フェーヴが当たった人は王冠を被り、祝福を受け、幸運が1年間継続するといわれる。名称の「ロワ」（王たち）とはフランス語で「ロワ・マージュ」（rois mages）と呼ばれる東方の三博士のことである。
ロワール川以南ではブリオッシュ生地で作るガトー・デ・ロワ（gâteau des rois）またはブリオッシュ・デ・ロワが好まれる。プロヴァンスやラングドックのガトー・デ・ロワはロワイヨームと呼ばれ、レモンピールで香りをつけた王冠の形をしている。ボルドーでは形は同じだがコニャックで香りをつけ、トルティヨンと呼ばれている。いずれもフェーヴを入れる習慣は共通である。
伝統的には、家族が集まった中で一番小さい子供をテーブルの近くに呼び、目隠しをさせて大人の誰かが切り分け、この子供に誰に配るかを指名させる。そして、昔は毎週末家族が集まって食事をするのが常であったので、フェーヴが当たった者は次の週末の会食の際にガレット・デ・ロワを自作するか購入して皆に供した。この際、前回王冠を手にした者は、この者が男性であった場合は女王を、女性であった場合は男王を家族の中から選ぶ。子供を喜ばせるため、しばしばこの女王か男王は子供が選ばれる。この行事は1月6日あるいは1月中のある日に行われる。元々フェーヴは本物のソラマメだったが、1870年に陶製の人形が使われるようになった。現在ではプラスチック製のフェーヴもある。
日本でも、ガレット・デ・ロワを置く店が増えており、フェーヴだけを単独で販売する店もある。代表的なところでは渋谷区広尾にあったRUE DE SEINEというフランス雑貨店が、日本で最初にフェーヴを大々的に販売したショップである(閉店済)。
ガレット・デ・ロワの起源は、古代ローマのサートゥルヌスの祭典サートゥルナーリアにさかのぼる。サートゥルナーリアの饗宴では豆を一つ入れたケーキが供され、豆が当たった出席者を宴の王とする習慣があった。この風習はブルボン朝の初期にも見られ、ルイ14世の宮廷においても行われた記録がある。宮廷に出入りした淑女たちはこれに参加し、見事にフェーヴを当てた者は王に対して願いを聞き入れてもらう権利を得たという。しかし、ルイ14世はのちにこの風習を廃止した。
公現節を祝う習慣のある地域ではフランス同様、その日、豆やコインを隠したケーキを食べる習慣があり、カタルーニャ州にはトルテリュ（tortell）、ギリシアやキプロスにはヴァシロピタ（Vasilopita）がある。

### アカディアのガレット・デ・ロワ
アカディアの伝統的なガレット・デ・ロワはケーキ生地で作られ、王と女王を象徴するエンドウマメとインゲンマメまたは黒と白のボタンが一つずつ入っていた。地域によっては指輪、1セント硬貨、ぼろきれを一つずつ入れて焼いたガレット・デ・ロワを切り分け、公現節の会食の出席者に配り、指輪が当たった人は年内に結婚し、硬貨が当たった人は金持ちになり、ぼろきれが当たった人は貧乏が続くというように、一年間の運勢を占う習慣もあった。

### エリゼ宮のガレット・デ・ロワ
今でも、フランス大統領府（エリゼ宮）で行われる新年会においては、数百人に及ぶ列席者のための巨大なパイが焼かれる。しかしこの中にはフェーヴがひとつも入っていない。その理由として、ルイ14世当時、フェーヴを引き当てた者は一日限りのフランス国王や王妃になることができたが、共和制をとっている現政権は、国民から選ばれた大統領を元首としているため、大統領が「国王」や「王妃」を任命することができないからとされている。

## キングケーキ

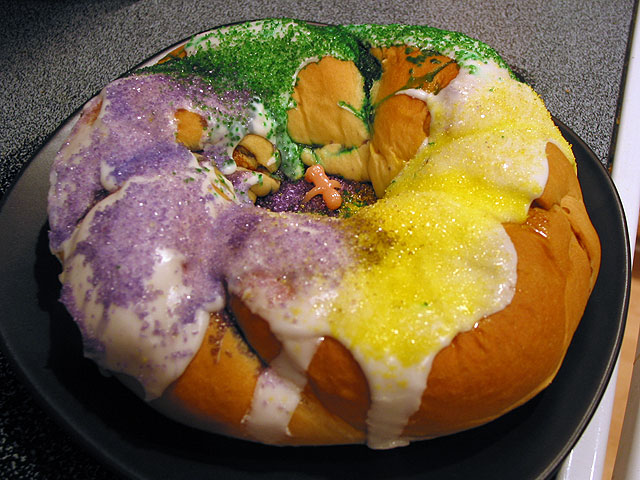
ルイジアナ風キングケーキ。中央にプラスチックの赤ちゃんの人形が置いてある。

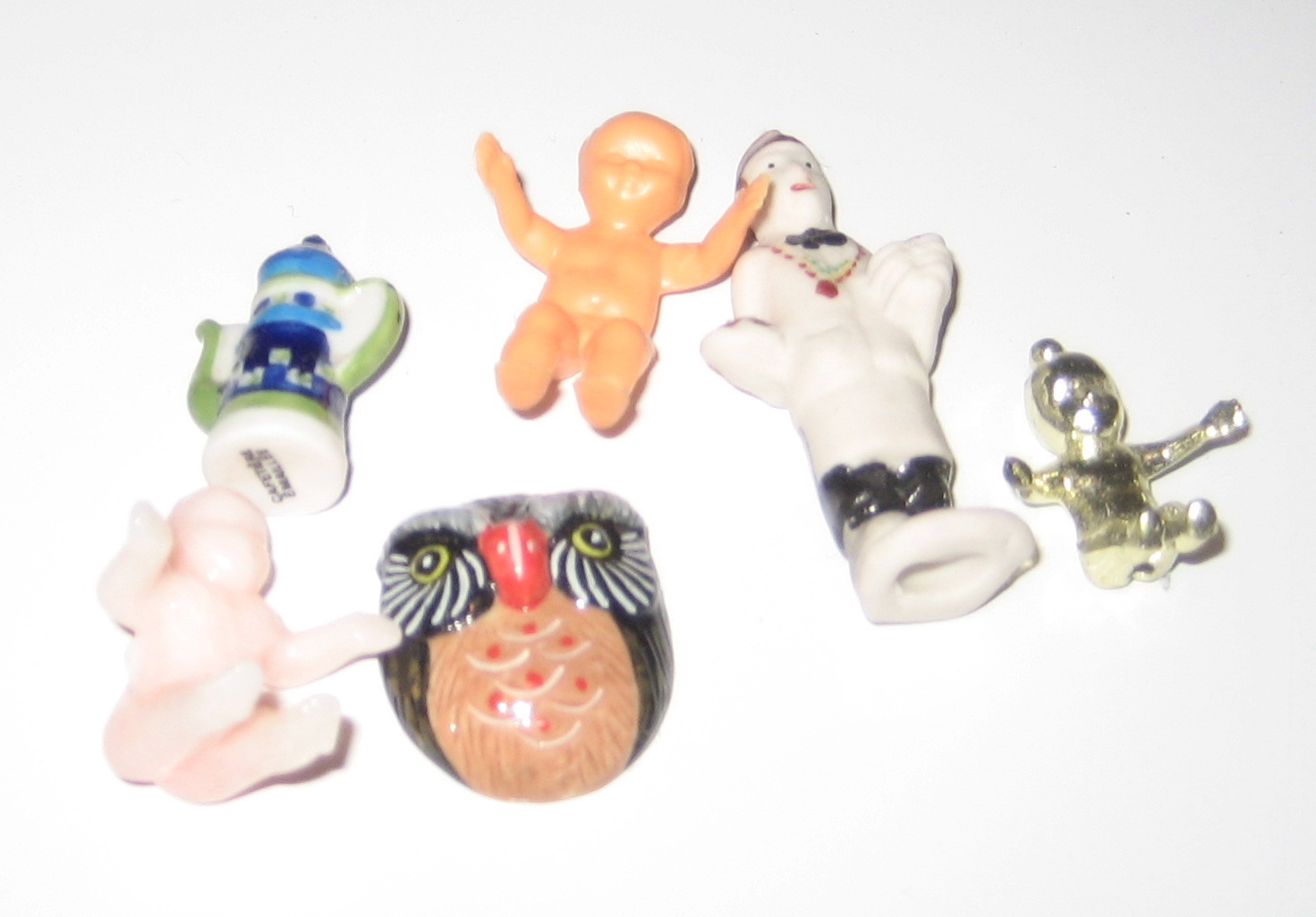
ニューオーリンズのキングケーキの中に入っていたおもちゃ、2008年

キングケーキ（King Cake）は、カーニバルの伝統に関連づけられたケーキの一種である。この伝統はフランスとスペインから来た入植者によって、アメリカ合衆国南部の旧フランス領にもたらされた。
マルディグラのシーズンになると、カーニバルを祝う習慣のあるフロリダ州ペンサコーラからテキサス州の南東部まで、ニューオーリンズを中心にした地域でキングケーキが食べられる。ケーキには、小さな安物のおもちゃ（trinket）が中に入っており、これが当たると、さまざまな特典がもらえたり、義務が課せられたりする。中に入れるおもちゃは赤子のイエス・キリストを象徴する赤ちゃんの形をしていることが多い。

### ニューオーリンズのキングケーキ
ニューオーリンズ・マルディグラの伝統であるキングケーキには多くの種類があるが、最も単純で伝統的なものは、輪状にしたブリオッシュに似た生地のパンで、通常、伝統的なカーニバルの3色、紫と緑と金色で色付けられた糖衣やグラニュー糖でトッピングされている。クリームチーズやプラリネのフィリングが入ったものもある。フランス式のガレット・デ・ロワは、フレンチ・キングケーキと呼ばれる。
キングケーキのシーズンは公現節からマルディグラ（ファット・チューズデー、肥沃な火曜日）までで、この期間中多くの団体やグループが毎週「キングケーキ・パーティ」を開く。ケーキの中のおもちゃが当たった者はパーティの王（女性の場合はもしくは女王）に選ばれ、紙やプラスチック製の王冠やティアラをつける。キングケーキ・パーティは、カーニバルのパレードの通り道の近くに住む人の家で開催される。ニューオーリンズでのキングケーキ・パーティは18世紀から行われており、南北戦争以前の上流階級のパーティでは、ケーキの中に貴金属製のフェーヴを入れることもあった。

## ケーニヒスクーヘン
オーストリアで公現節 (Dreikönigsfest) に食べられるお菓子はケーニヒスクーヘン（独: Königskuchen）と呼ばれる。
「王様の焼き菓子（ケーキ）」という意味で、パイ生地の中にレーズンやオレンジピールとレモン風味のスポンジ生地を入れて焼き上げた焼き菓子である。

## ボーロ・レイ
ポルトガルではボーロ・レイ（ポルトガル語: Bolo-rei）と呼ぶ。意味は同じく「王様の菓子」であり、中に入れた乾燥ソラ豆や金属製の小さな人形が当たった人は、もう1つボーロ・レイを買う習慣があった。または、人形が当たった人は「宴の王」となり、ソラ豆が当たった人は翌年のボーロ・レイを購入するとも。

## ギャラリー

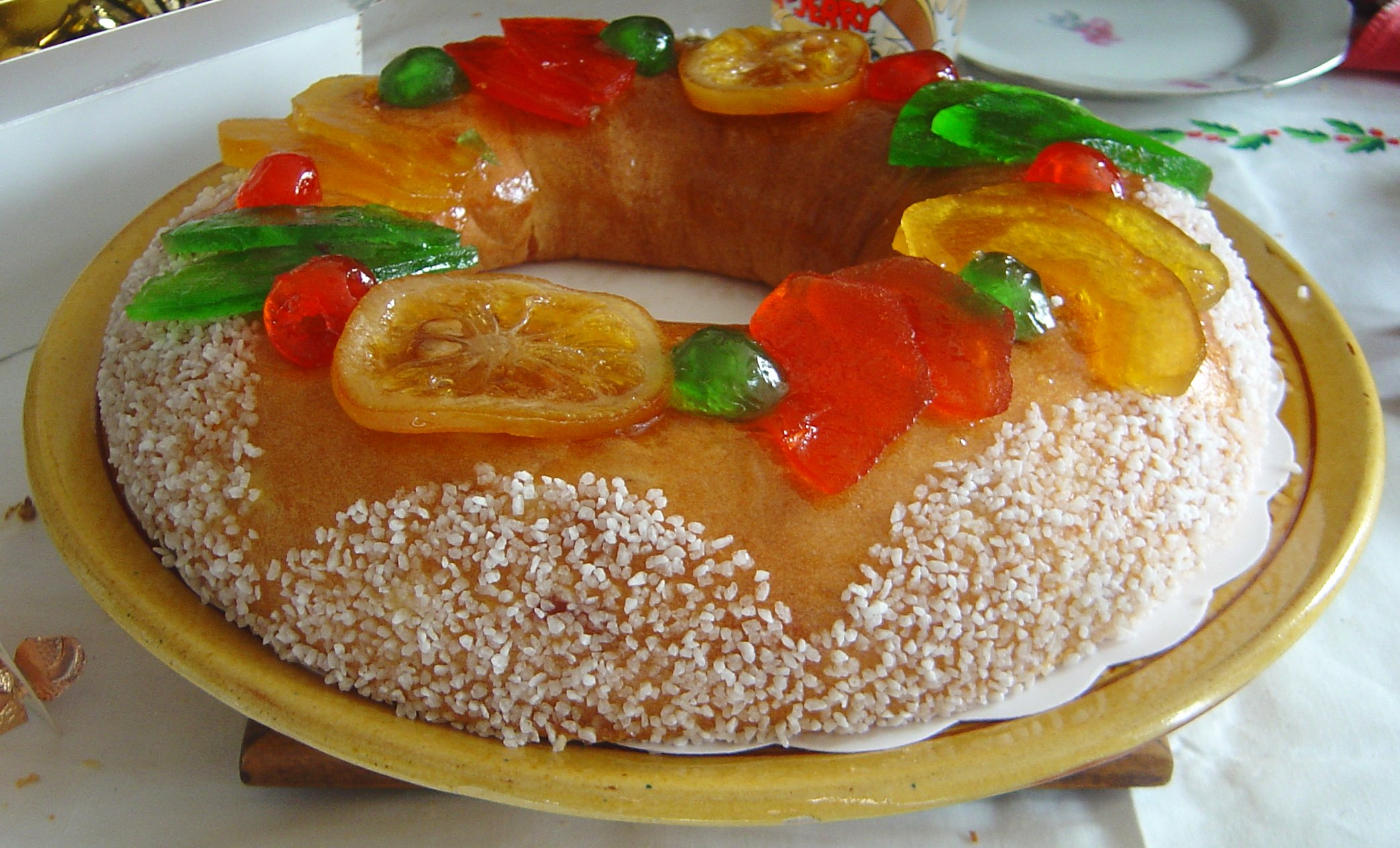
トゥーロンのブリオッシュ・デ・ロワ
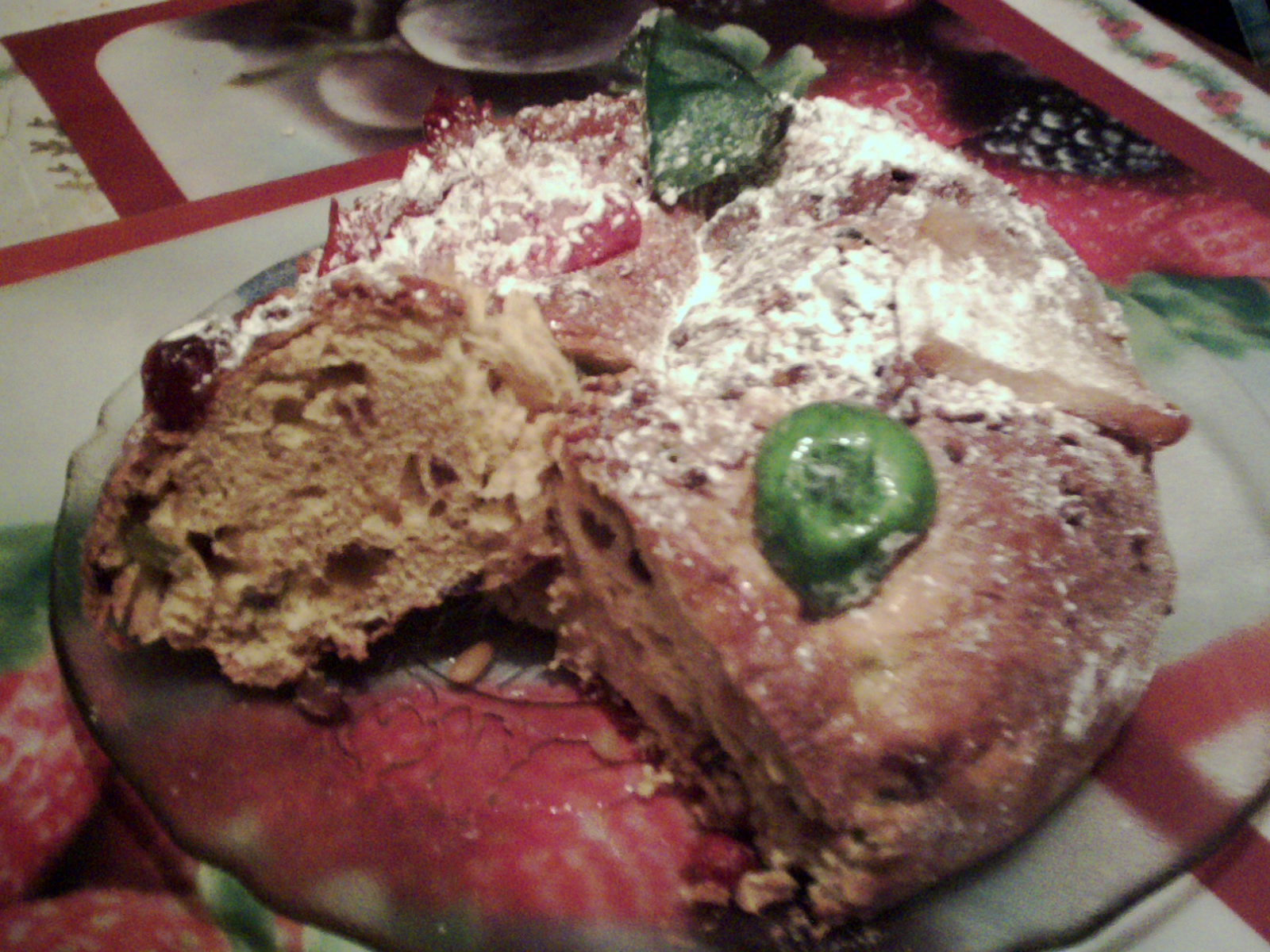
ポルトガルのボーロ・レイ
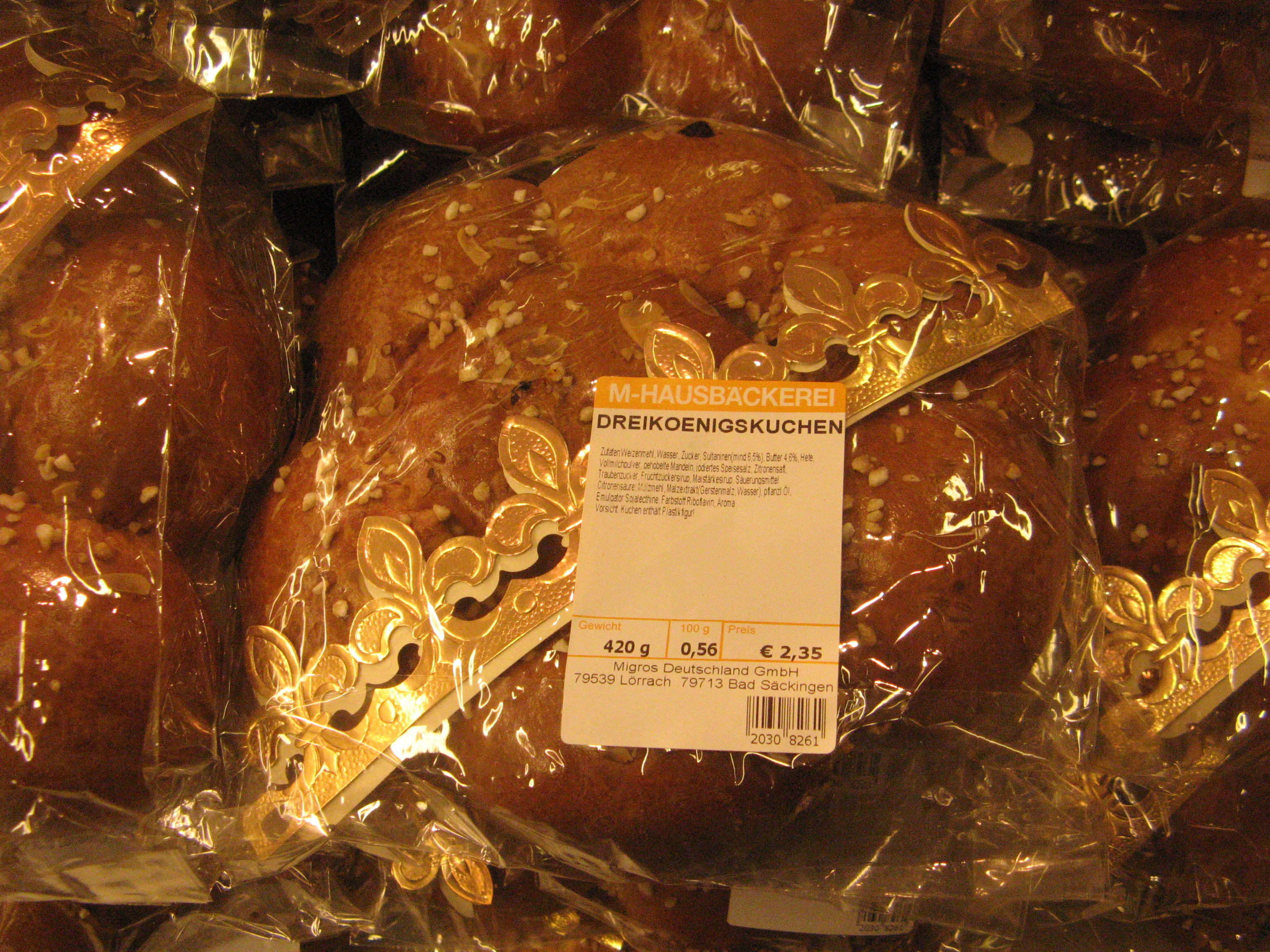
ドイツ、バーデン＝ヴュルテンベルク州で市販されるドライケーニヒスクーヘン
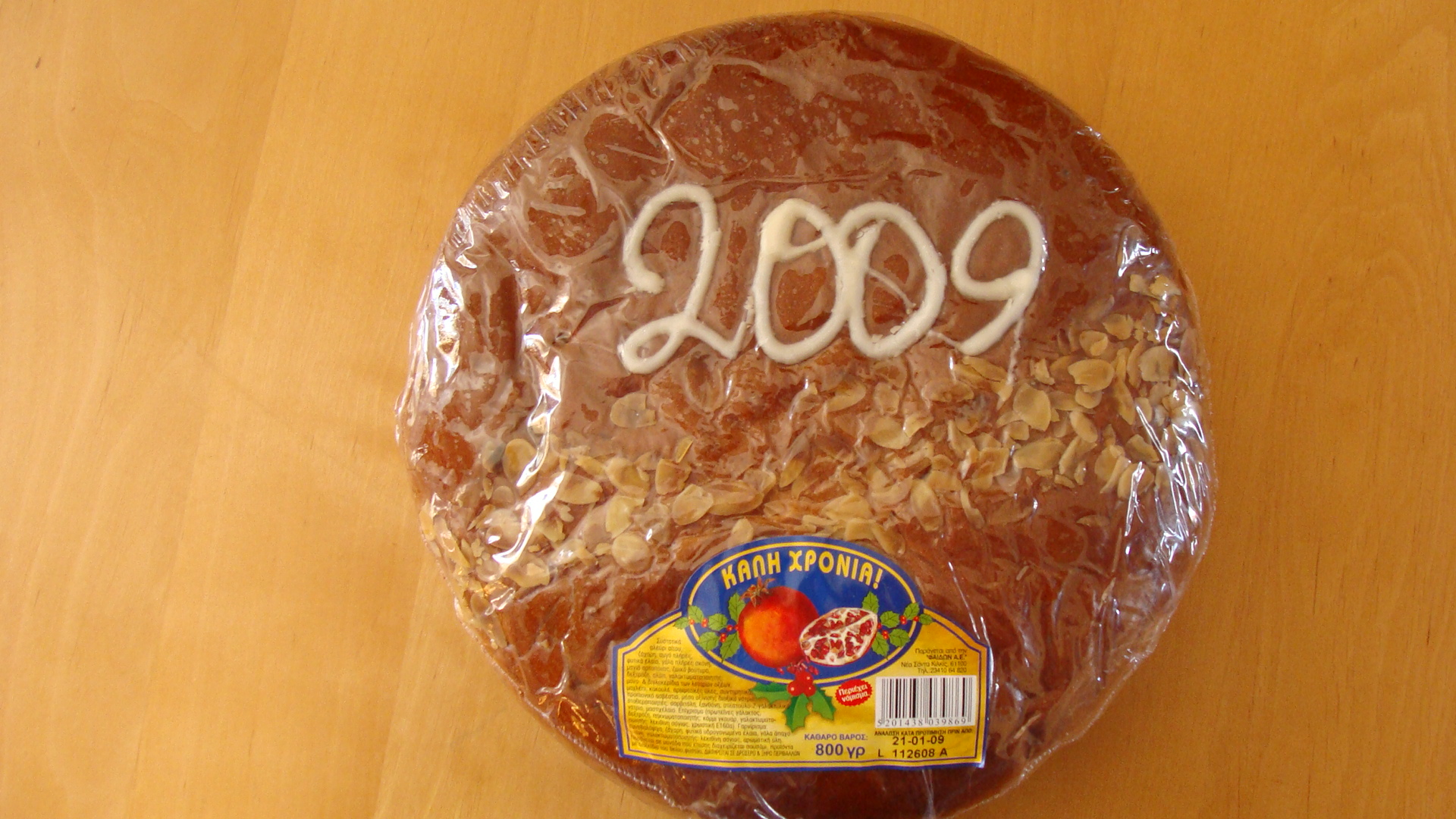
ヴァシロピタ
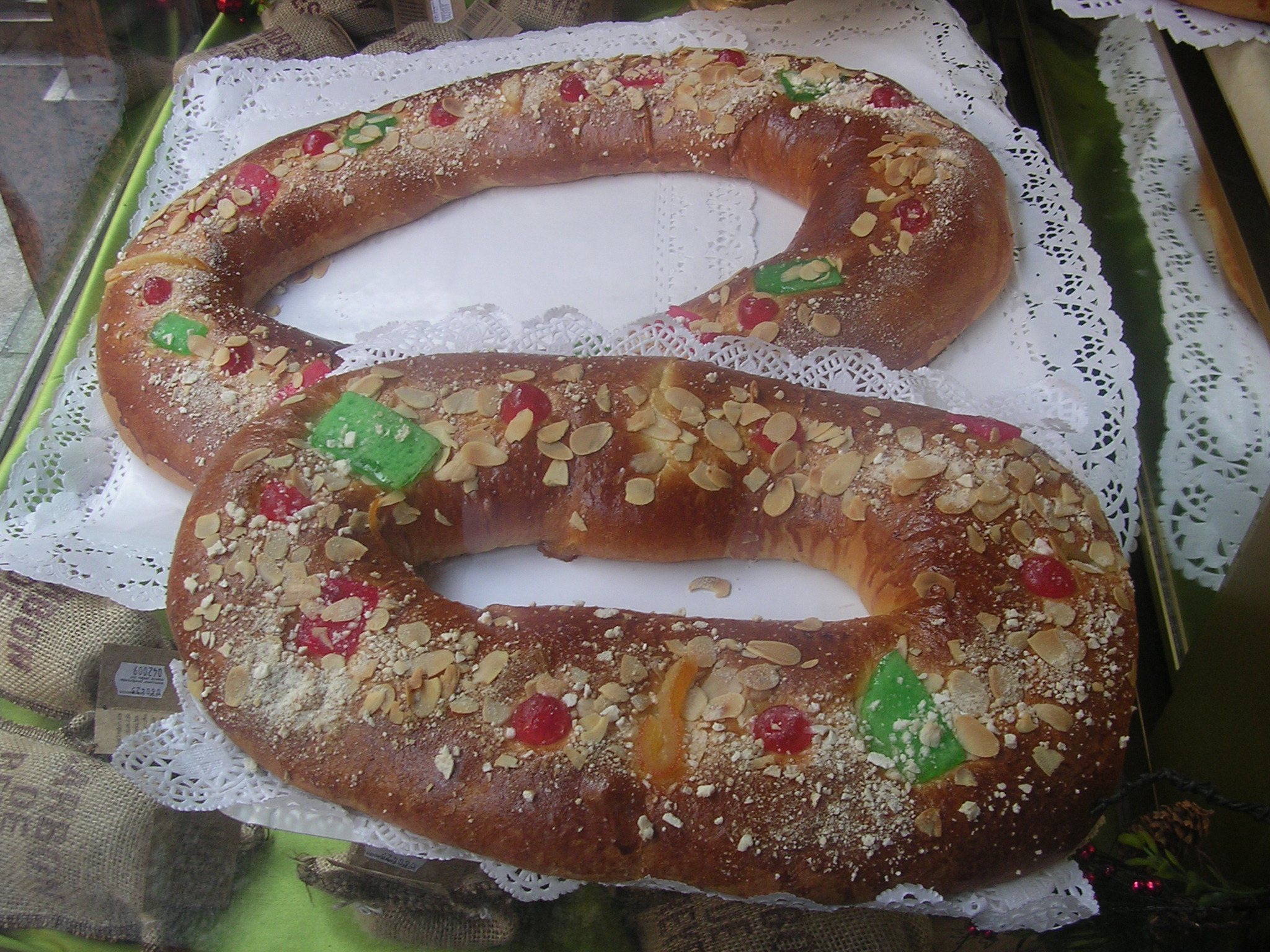
マドリードのロスコン・デ・レジェス
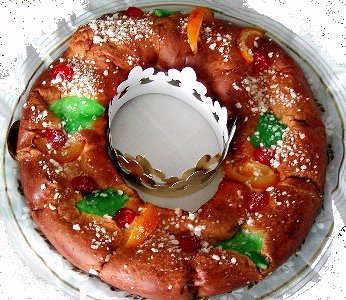
トルテリュ
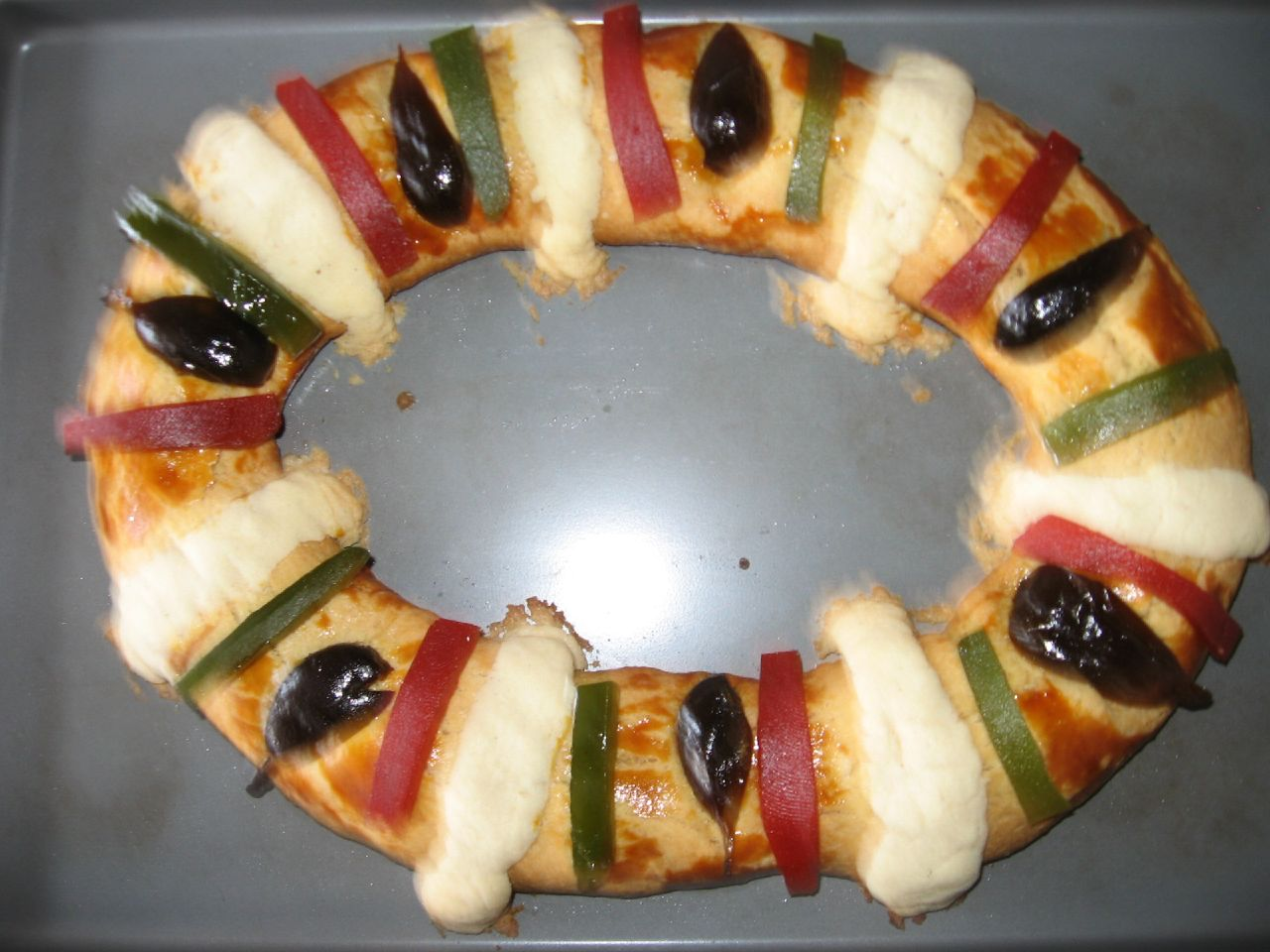
メキシコのロスカ・デ・レジェス
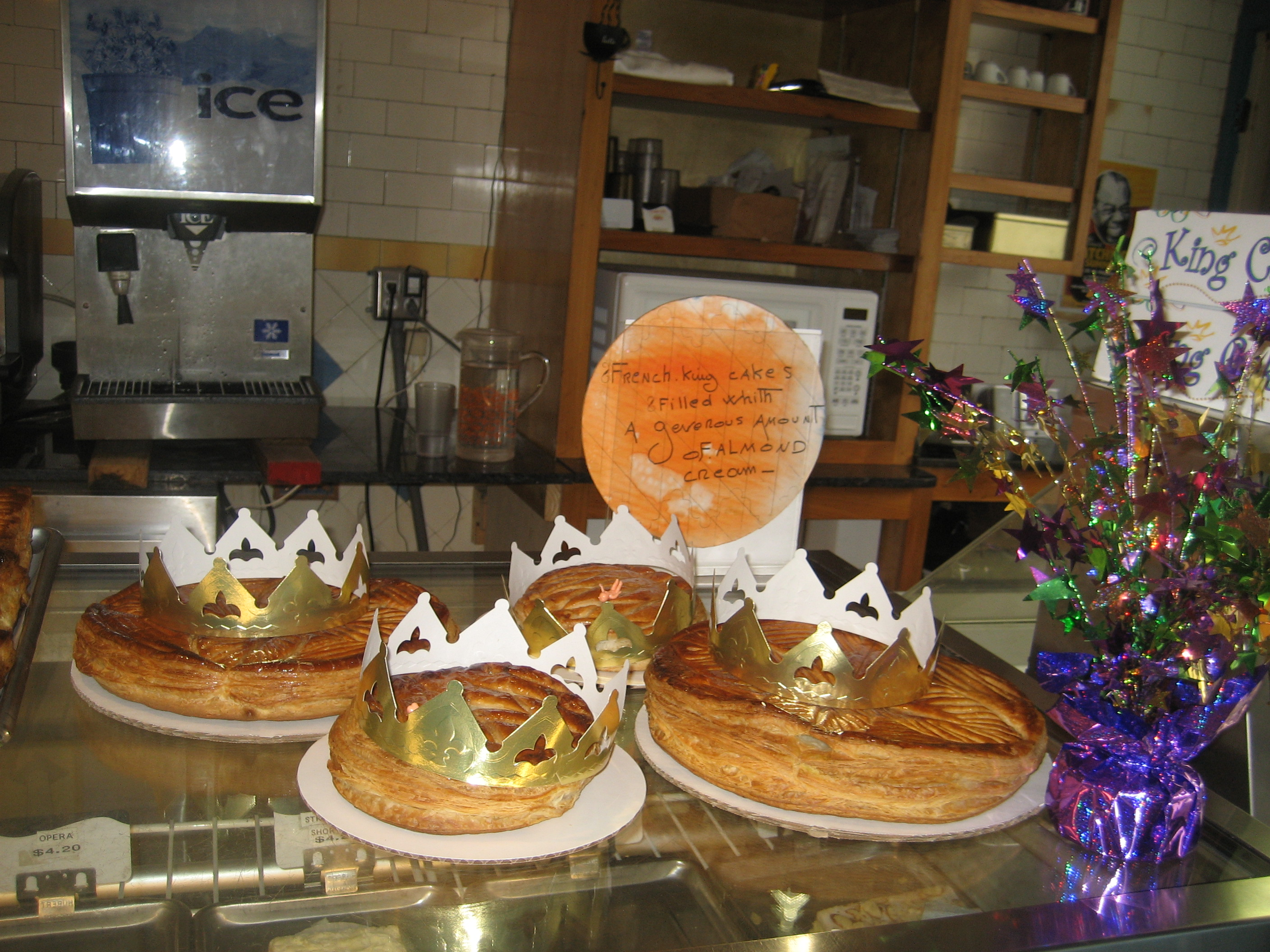
ガレット・デ・ロワ